# ناسازگار
ناسازگار (به انگلیسی: Maladjusted) آلبوم ششم موریسی است که در ۱۱ اوت ۱۹۹۷ میلادی منتشر شد. این آلبوم توانست جایگاه ۸م جدول موسیقی آلبوم‌های بریتانیا را از آن خود کند. در بیلبورد ۲۰۰ آمریکا نیز «ناسازگار» به رتبهٔ ۶۱ دست یافت.

## فهرست ترانه‌ها
متن همهٔ ترانه‌ها توسط موریسی نوشته شده‌است.
| شماره      | نام                                                | آهنگساز    | عنوان اصلی                  | مدت   |
| ---------- | -------------------------------------------------- | ---------- | --------------------------- | ----- |
| ۱.         | «ناسازگار»                                         | بورر       | Maladjusted                 | ۰۴:۴۲ |
| ۲.         | «آلما اهمیت داره»                                  | آلن وایت   | Alma Matters                | ۰۴:۴۸ |
| ۳.         | «بیگانه‌های جاه‌طلب»                                 | آلن وایت   | Ambitious Outsiders         | ۰۳:۵۶ |
| ۴.         | «دردسر عاشق منه»                                   | آلن وایت   | Trouble Loves Me            | ۰۴:۴۰ |
| ۵.         | «بابا جک»                                          | آلن وایت   | Papa Jack                   | ۰۴:۳۳ |
| ۶.         | «مهمات»                                            | بورر       | Ammunition                  | ۰۳:۳۸ |
| ۷.         | «آمادهٔ دریافت»                                     | کوبرین     | Wide to Receive             | ۰۳:۵۳ |
| ۸.         | «روی زیرکه»                                        | آلن وایت   | Roy's Keen                  | ۰۳:۳۶ |
| ۹.         | «آن مرد گریست»                                     | آلن وایت   | He Cried                    | ۰۳:۲۱ |
| ۱۰.        | «آخر کار مصیبت سرت میاد» (حذف‌شده از نسخهٔ انگلستان) | آلن وایت   | Sorrow Will Come in the End | ۰۲:۵۱ |
| ۱۱.        | «شیطان روحمو پس زد»                                | بورر       | Satan Rejected My Soul      | ۰۲:۵۶ |
| مجموع مدت: | مجموع مدت:                                         | مجموع مدت: | مجموع مدت:                  | ۴۲:۵۴ |